# Rhodesia ai Giochi della IX Olimpiade
La Rhodesia Meridionale partecipò ai Giochi della IX Olimpiade, svoltisi ad Amsterdam, Paesi Bassi, dal 28 luglio al 12 agosto 1928, con una delegazione di 2 atleti impegnati in 1 disciplina, senza aggiudicarsi medaglie.